# Београдски електробус
Београдски електробус је аутобуски систем у главном граду Србије, Београду. Електробусеви су пуштени у рад 2016. године. Данас систем има 3 линије.

## Линије
- ЕКО 1 Вуков споменик – Насеље Белвил
- ЕКО 2 Београд на води – Дорћол /СРЦ Милан Гале Мушкатировић/
- Врабац Обилићев венац – Кнеза Михајла – Косанчићев венац – Обилићев венац

## Возни парк
- Higer KLQ6129GEV2 - 5 електробуса
- Higer KLQ6129GEV3 - 10 електробуса